# Munditia anomala
Munditia anomala es una especie de molusco gasterópodo de la familia Liotiidae. 

## Distribución geográfica
Se encuentra en Tom Bowling Bay, Isla Norte de  Nueva Zelanda. 